# Сан Марчело Пистојезе
Сан Марчело Пистојезе (итал. San Marcello Pistoiese) је насеље у Италији у округу Пистоја, региону Тоскана.
Према процени из 2011. у насељу је живело 1610 становника. Насеље се налази на надморској висини од 618 м.

## Становништво
Према резултатима пописа становништва 2011. у општини је живело 6.672 становника.
| 1931. | 1936.  | 1951.  | 1961.  | 1971. | 1981. | 1991. | 2001. | 2011. |
| ----- | ------ | ------ | ------ | ----- | ----- | ----- | ----- | ----- |
| 8.823 | 10.559 | 10.474 | 10.125 | 8.716 | 8.507 | 7.698 | 7.142 | 6.672 |